# غبار بازلتي
الغبار البازلتي هو اسم محلي يستخدم في اسكتلندا وشمال إنجلترا للإشارة إلى الحبيبات أو الغبار الدقيق الحبيبات الناتج كمنتج ثانوي من طحن وتكسير الصخر البازلتي. ويتوفر الغبار البازلتي في العديد من الأشكال، الغبار البازلتي المغسول والغبار البازلتي الرطب والغبار البازلتي. إن الاستخدامات الأساسية للكل هي إنشاء قاعدة متينة منخفضة التكاليف تحت المعالم الطبيعية. فبصورة تقليدية، يتم وضع الغبار فوق طبقة أساسية من كسارة حجارة أثقل. فالغبار هو عبارة عن غبار لصخور بركانية صلبة جدًا، ومن ثم لا ينكسر ويتحول إلى رمال، ولكنه لا يترابط مع بعضه البعض ليكون شكلاً جامدًا جدًا. وهذا يجعله منتجًا مثاليًا في أعمال الرصف والطرق.